# F & M
F & M je druhé studiové album projektu Lindemann, na němž se podílejí zpěvák skupiny Rammstein, Till Lindemann a hudebník ze skupin Hypocrisy a Pain, Peter Tägtgren. Album obsahuje některé skladby, jež byly napsány pro divadelní představení Hänsel und Gretel právě Lindemannem a Tägtgrenem. Představení mělo premiéru v hamburském divadle Thalia. Původně se spekulovalo, že album se bude jmenovat právě jako divadelní představení, tedy Hänsel und Gretel. Dne 13. září 2019 vyšel první singl s názvem „Steh auf“, mimo jiné byl odhalen i seznam skladeb, jenž čítá 11 skladeb, jak je již Lindemannovým zvykem.

## Seznam skladeb
| Pořadí | Název              | Délka |
| ------ | ------------------ | ----- |
| 1.     | Steh auf!          | 3:04  |
| 2.     | Ich weiß es nicht  | 4:49  |
| 3.     | Allesfresser       | 3:29  |
| 4.     | Blut               | 4:02  |
| 5.     | Knebel             | 3:50  |
| 6.     | Frau & Mann        | 3:33  |
| 7.     | Ach so gern        | 3:22  |
| 8.     | Schlaf ein         | 5:09  |
| 9.     | Gummi              | 3:56  |
| 10.    | Platz Eins         | 3:55  |
| 11.    | Wer weiß das schon | 3:49  |